# Benjamin Caldwell
Benjamin Caldwell (31 janvier 1739 – novembre 1820), est un officier de marine britannique du XVIIIe siècle. Au cours de ses années de service au sein de la Royal Navy il remporte de nombreuses victoires dont l'éclat est terni par son départ acrimonieux de la Navy pendant les guerres de la Révolution après s'être publiquement disputé avec Lord Howe et Sir John Jervis sur des insultes faites à son honneur pendant la bataille du Glorious First of June en 1794. En conséquence de ces disputes, Caldwell est écarté de tout commandement futur et ne recevra la reconnaissance méritée par le roi George IV que quelques mois avant sa mort.

## Distinctions
- Ordre du Bain

## Sources et bibliographie
- J. K. Laughton, « Caldwell, Sir Benjamin », sur Oxford Dictionary of National Biography
- E. M. Johnston-Liik, MPs in Dublin : Companion to History of the Irish parliament, 1692-1800, Ulster Historical Foundation, 2006, 250 p. (ISBN 978-1-903688-60-1, lire en ligne)